# Neuquén tartomány
Neuquén egyike Argentína 23 tartományának.

## Földrajz
Az ország nyugati-középső részén helyezkedik el. Nyugati részén az Andok hegylánca húzódik, innen területe kelet felé lejt. A tartomány öt fő vízgyűjtő medencére oszlik: az Atlanti-óceán felé igyekvő Neuquén, a Limay és a Colorado folyókéra, a lefolyástalan Añelo-medencére és a Csendes-óceán vízgyűjtőjéhez tartozó Lácar-medencére.

## Közigazgatás
Kormányzók:
- 2015- Omar Gutiérrez

### Megyék
A tartomány 16 megyéből áll:
1. Aluminé megye (Aluminé)
2. Añelo megye (Añelo)
3. Catán Lil megye (Las Coloradas)
4. Chos Malal megye (Chos Malal)
5. Collón Curá megye (Piedra del Águila)
6. Confluencia megye (Neuquén)
7. Huiliches megye (Junín de los Andes)
8. Lácar megye (San Martín de Los Andes)
9. Loncopué megye (Loncopué)
10. Los Lagos megye (Villa La Angostura)
11. Minas megye (Andacollo)
12. Ñorquín megye (El Huecú)
13. Pehuenches megye (Buta Ranquil)
14. Picún Leufú megye (Picún Leufú)
15. Picunches megye (Las Lajas)
16. Zapala megye (Zapala)